# Serie 598 de Renfe
La Serie 598 de Renfe es una familia de automotores regionales diésel dedicados a cubrir líneas de Media Distancia de Renfe Operadora.
Fueron fabricados por la empresa española CAF.  Alcanzan una velocidad de 160 km/h y realizan un servicio regional denominado R-598.

## Historia
La serie, compuesta por 21 unidades, fue encargada en junio de 2001. La primera unidad fue finalizada en marzo de 2004, e inició servicio comercial en el corredor atlántico en diciembre de 2004. En su origen fueron denominados Nexios, denominación que cayó en favor de su numeración.
El coste de la serie completa fue de 95 millones de euros, con un coste por unidad de 5,35 millones de euros y por plaza de 28.167 euros de 2006.
Los 598 han realizado servicios en líneas andaluzas, gallegas y extremeñas. En muchas de ellas se han visto desplazados por la serie más moderna y numerosa 599.
Está previsto adaptar estos trenes para PMRs, instalando también un elevador especial en la puerta intermedia.
Renfe dispone de varios de estos automotores en alquiler.

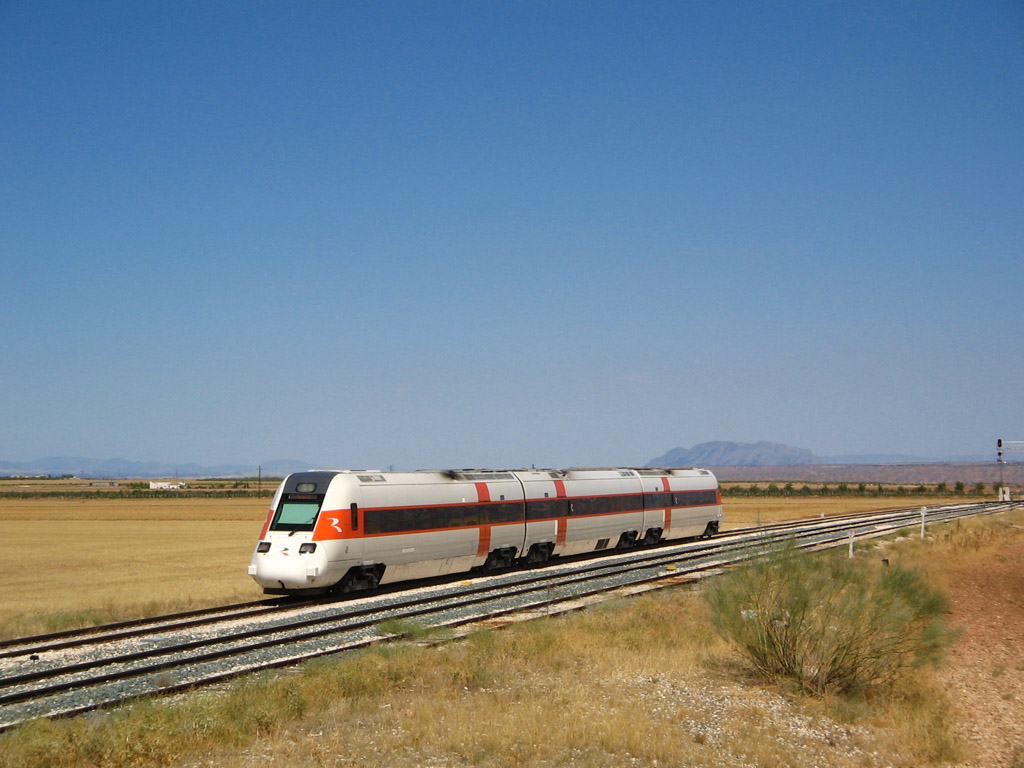
Automor con el primer esquema de pintura.

## Características
Cada unidad consta de 3 coches, dos motores extremos y un remolque intermedio. Son automores diésel con una potencia total de 1.352 kW, un diseño de bajo perfil aerodinámico y que permiten al tren una velocidad máxima de 160 km/h en tipo D. Todas las unidades de esta serie tienen instalado el sistema de basculación SIBI que ya se instaló en la subserie 100 de los TRD.

## Servicios
Todos los trenes de este tipo operaban servicios denominados R-598, y en el caso de la línea 52, también algunos servicios de Regional Exprés.
Actualmente han pasado a circular como  Intercity y  Media Distancia. También realizan servicios de la  línea C-3 de Cercanías de Sevilla, sustituyendo a los antiguos automotores de la  serie 592.